# Walter Raleigh
 Der er flere personer med dette navn, se Walter Raleigh (flertydig). (Se også artikler, som begynder med Walter Raleigh)
Sir Walter Raleigh, eller Sir Walter Ralegh (1552 eller 1554 – 29. oktober 1618) var en engelsk forfatter og opdagelsesrejsende. Han var ansvarlig for at etablere den første engelske koloni i den nye verden (Amerika) den 4. juni 1584, ved Roanoke Island i det nuværende North Carolina.
Han sad fængslet i Tower of London i 13 år anklaget for at have deltaget i en sammensværgelse mod kongen. Efter sin løsladelse ledte han sin anden ekspedition mod det nuværende Guyana og vestlige Venezuela, hvor han forsøgte at finde El Dorado. Ud over at han ikke fandt stedet, angreb hans mænd en spansk by ved Orinoco-floden i strid med fredsaftaler med Spanien, hvilket førte til hans halshugning, da han vendte tilbage til England.